# Marlboro (Vermont)
Marlboro és una població dels Estats Units a l'estat de Vermont. Segons el cens del 2000 tenia 978 habitants.

## Demografia
Segons el cens del 2000, Marlboro tenia 978 habitants, 330 habitatges, i 215 famílies. La densitat de població era de 9,4 habitants per km².
Dels 330 habitatges en un 30,6% hi vivien nens de menys de 18 anys, en un 55,8% hi vivien parelles casades, en un 6,1% dones solteres, i en un 34,8% no eren unitats familiars. En el 25,5% dels habitatges hi vivien persones soles el 10% de les quals corresponia a persones de 65 anys o més que vivien soles. El nombre mitjà de persones vivint en cada habitatge era de 2,39 i el nombre mitjà de persones que vivien en cada família era de 2,9.
Per edats la població es repartia de la següent manera: un 19% tenia menys de 18 anys, un 23,3% entre 18 i 24, un 20,1% entre 25 i 44, un 27,5% de 45 a 60 i un 10% 65 anys o més.
L'edat mediana era de 37 anys. Per cada 100 dones de 18 o més anys hi havia 90,4 homes.
La renda mediana per habitatge era de 41.429 $ i la renda mediana per família de 44.861 $. Els homes tenien una renda mediana de 30.313 $ mentre que les dones 25.673 $. La renda per capita de la població era de 19.503 $. Entorn del 0,9% de les famílies i el 3,9% de la població estaven per davall del llindar de pobresa.